# Gabriel Altemark-Vanneryr
Gabriel Altemark-Vanneryr (* 20. August 1985) ist ein ehemaliger schwedischer Fußballspieler. 

## Werdegang
Altemark-Vanneryr entstammt der Jugend des Partille IF. Während er sich im Studium auf eine Karriere als Kriminalpolizist vorbereitete, spielte er parallel im unterklassigen Ligabereich. Dabei trat er zunächst für Ahlafors IF und später für den seinerzeit viertklassig antretenden Klub Jonsereds IF an. In zwei Spielzeiten erzielte er dabei 44 Tore, davon 25 in der Spielzeit 2009, und wechselte er nach Abschluss seiner Ausbildung Anfang 2010 in den Profibereich zum seinerzeitigen Zweitligisten Ljungskile SK.
In seiner ersten Zweitligaspielzeit erzielte Altemark-Vanneryr 13 Saisontore, damit führte er den Klub auf den sechsten Tabellenplatz. Nach neun Treffern in der Spielzeit 2011 wechselte er ablösefrei innerhalb der Spielklasse zum Aufsteiger Varbergs BoIS, bei dem er einen Ein-Jahres-Vertrag unterzeichnete. Hier war er mit zwölf Saisontoren einer der Garanten für den Klassenerhalt, der Klub platzierte sich mit drei Punkten Vorsprung auf die Relegationsplätze als Tabellenelfter. Im Januar 2013 verlängerte er trotz Interessenten aus der Allsvenskan seinen auslaufenden Kontrakt um ein weiteres Jahr. Wiederum gehörte er zu den besten Torschützen der Superettan, mit 16 Saisontoren teilte er sich in der Torschützenliste der Spielzeit 2013 den zweiten Platz mit Johan Bertilsson von Degerfors IF hinter dem zwanzigmal erfolgreichen Victor Sköld von Erstligaaufsteiger Falkenbergs FF. Dabei war er ab Herbst von Hüftproblemen gebremst, aufgrund des Abstiegskampfes und dem Belegen des Relegationsplatzes zum Ende der regulären Spielzeit verschob er eine anstehende Operation. In den Relegationsspielen gegen IK Oddevold erzielte er im Rückspiel den Treffer zum 2:1-Endstand, der nach dem 1:0-Hinspielerfolg jeden Zweifel am Klassenerhalt beseitigte.
Mitte Dezember 2013 verkündete der Göteborger Klub GAIS die Verpflichtung Altemark-Vanneryrs für die kommende Zweitligaspielzeit, er unterschrieb einen Einjahresvertrag mit Option auf Verlängerung. Letztlich blieb er nur eine Spielzeit, um anschließend mit einem Zwei-Jahres-Kontrakt ausgestattet zu Ljungskile SK zurückzukehren. Nach anhaltenden Verletzungsproblemen – während der mit dem Abstieg in die drittklassige Division 1 endenden Spielzeit 2016 bestritt er lediglich neun Saisonspiele und erzielte dabei drei Tore – sah der Klub nach Auslaufen des Vertrags von einer Verlängerung ab. Er kehrte daher zum Zweitligisten Varbergs BoIS	zurück. Mit zehn Saisontreffern in der Spielzeit 2017 war er als vereinsintern bester Torschütze maßgeblich am Klassenerhalt beteiligt, rückte aber während der folgenden Spielzeit ins zweite Glied und geriet in einen Konflikt mit der sportlichen Führung. Im Sommer 2018 wechselte er daher mit einem Kurzzeitvertrag bis Ende der Spielzeit 2018 zum Ligakonkurrenten Örgryte IS. Hier schwankte er unter Trainer Thomas Askebrand zwischen Startelf und Ersatzbank, als der Klub als Tabellenvierter den Wiederaufstieg in die Allsvenskan verpasste. Anschließend kam es zu einem personellen Umbruch beim Klub und Altemark-Vanneryr gehörte zu mehreren Spielern, die den Verein verlassen mussten.